# Appius Claudius Pulcher (Konsul 79 v. Chr.)
Appius Claudius Pulcher (* vor 125 v. Chr.; † wohl 76 v. Chr.) war ein Politiker der späten römischen Republik.
Appius Claudius Pulcher, der Sohn des gleichnamigen Konsuls von 143 v. Chr., war wohl 99 v. Chr. Quästor und 89 oder 88 v. Chr. Prätor. Er wurde 88 v. Chr. als Anhänger Sullas von Marius verbannt, während Sulla im Osten des Reichs war. Als Lucius Cornelius Cinna im Jahr 84 v. Chr. gestorben war, kehrte er nach Rom zurück. Er war Konsul im Jahr 79 v. Chr. und Statthalter von Makedonien von 78 v. Chr. bis 76 v. Chr. Während seines Konsulats stiftete er Bilder seiner Vorfahren in den Tempel der Bellona, der 296 v. Chr. von einem seiner Vorfahren, dem Konsul Appius Claudius Caecus, gelobt und in der Folge erbaut worden war. Nach einem Sieg über den thrakischen Stamm der Skordisker starb er an einer Krankheit.
Von seiner Gattin Caecilia Metella hatte Appius Claudius Pulcher sechs Kinder. Seine Söhne waren Appius Claudius Pulcher (Konsul 54 v. Chr.), Gaius Claudius Pulcher (Prätor 56 v. Chr.) und der populare Politiker Publius Clodius Pulcher; seine drei Töchter namens Clodia hatten wie dieser ihren Namen in die plebejische Form geändert.